# Nijmegen
Nijmegen er en kommune og by i det østlige Nederlandene nær den tyske grænse. Den ligger i provinsen Gelderland. Byen har 187.011 indbyggere (2024).
Byen hævder at være Nederlandenes ældste by, grundlagt af romerne som Noviomagus

## Historie
Nijmegen blev grundlagt af romerne og var den første hollandske by, der fik romerske byrettigheder. Området omkring Maastricht har været beboet længere, men modtog ikke byrettigheder, og de to byer har derfor været i strid om retten til at kalde sig Hollands ældste by. Byen fejrede sit 2000 års jubilæum i 2005.

### Freden i Nijmegen
1678-79 sluttede Frankrig ved Freden i Nijmegen tre traktater, henholdsvis med Nederlandene, Spanien og Østrig. Ved freden fik Frankrig særlig en række byer i de spanske Nederlande (Valenciennes, Condé, Cambrai, Saint-Omer, Mau-beuge med flere) samt den endelige besiddelse over Franche-Comté og en stor del af Lothringen.
Ved en fjerde traktat oktober 1679 endtes krigen mellem Frankrigs forbundsfælle Sverige og
Nederlandene. 1794 blev Nijmegen besat af Pichegru.

## Klima
| Vejr for Nijmegen, Holland (1971–2000)                                                      | Vejr for Nijmegen, Holland (1971–2000) | Vejr for Nijmegen, Holland (1971–2000) | Vejr for Nijmegen, Holland (1971–2000) | Vejr for Nijmegen, Holland (1971–2000) | Vejr for Nijmegen, Holland (1971–2000) | Vejr for Nijmegen, Holland (1971–2000) | Vejr for Nijmegen, Holland (1971–2000) | Vejr for Nijmegen, Holland (1971–2000) | Vejr for Nijmegen, Holland (1971–2000) | Vejr for Nijmegen, Holland (1971–2000) | Vejr for Nijmegen, Holland (1971–2000) | Vejr for Nijmegen, Holland (1971–2000) | Vejr for Nijmegen, Holland (1971–2000) |
|                                                                                             | Jan                                    | Feb                                    | Mar                                    | Apr                                    | Maj                                    | Jun                                    | Jul                                    | Aug                                    | Sep                                    | Okt                                    | Nov                                    | Dec                                    | År                                     |
| ------------------------------------------------------------------------------------------- | -------------------------------------- | -------------------------------------- | -------------------------------------- | -------------------------------------- | -------------------------------------- | -------------------------------------- | -------------------------------------- | -------------------------------------- | -------------------------------------- | -------------------------------------- | -------------------------------------- | -------------------------------------- | -------------------------------------- |
| Gennemsnitlig °C                                                                            | 2,6                                    | 2,9                                    | 5,8                                    | 8,4                                    | 7,4                                    | 10,2                                   | 12,2                                   | 11,7                                   | 9,4                                    | 6,1                                    | 2,8                                    | 3,8                                    | 9,8                                    |
| Gennemsnitlig nedbør mm                                                                     | 64,8                                   | 42,7                                   | 63                                     | 44,4                                   | 58,8                                   | 74,3                                   | 62,6                                   | 56,2                                   | 68,9                                   | 66,2                                   | 69,9                                   | 72,3                                   | 744,1                                  |
| Kilde (Juni 2013): Klimaatatlas van Nederland, normaalperiode 1971–2000, ISBN 90-389-1191-2 |                                        |                                        |                                        |                                        |                                        |                                        |                                        |                                        |                                        |                                        |                                        |                                        |                                        |

## Uddannelse
Byen rummer Radboud University Nijmegen, der blev etableret i 1923. Det har syv fakulteter og har i dag knapt 20.000 studerende.

## Attraktioner og seværdigheder
Nijmegen har en række museer Anatomisch Museum, Museum Het Valkhof, muZIEum, Natuurmuseum Nijmegen, Nijmeegs Volkenkundig Museum, Stratemakerstoren, Velorama (cykelmusem) og Huis van de Nijmeegse Geschiedenis. Centralt i byens park Kronenburgerpark, ligger Kruittoren (krudttårnet), der blev opført i 1426.
Byen er ligeledes hjemsted for Hollands største middelaldermarked. Byen har desuden en blide, der er en kopi, af en blide bygget på Middelaldercentret ved Nykøbing Falster i Danmark. Bliden bliver affyret mod Kruittoren med bløde projektiler under festivalen.

### Firedagsmarch
Byen er internationalt kendt for sin traditionsrige firedagsmarch (ned.: "De Nijmeegse Vierdaagse") der siden 1909 med få afbrydelser under verdenskrigene har været en årlig begivenhed. De starter den tredje tirsdag i juli, og dagsdistancerne er mellem 30 og 50 km.
Marchen i 2006 blev aflyst efter førstedagen på grund af sommerheden.
Firedagsmarchen er vokset sig til verdens største flerdags vandrings-event i verden. Flere end 42.000 deltagere går rundt i Nijmegen og det omkringliggende landskab igennem fire dage, hvor de, afhængig af køn og alder, går 120, 160 eller 200 kilometer. Hvert år deltager omkring 5000 soldater fra alle verdens lande. I 2013 var Danmark det tredje største deltagende land, kun overhalet af Holland og England.

## Infrastruktur
Modsat andre byer i Holland holdes den tunge vejtrafik på de tætbefærdede veje med fx biler, lastbiler, busser og motorcykler ikke væk fra centrale dele af byen med tætbeboede kvarterer med lette trafikanter, fx fodgængere, cyklister og scootere, men ledes i stedet ind mod midten af byen mod rundkørslen Kaizer Karelplein (dansk Kejser Karl den Stores Plads). Der er en lille park med bænke i midten af rundkørslen, men parken bruges ikke, da det ville være livsfarligt at krydse vejen i rundkørslen.